# 吉爾基鎮區 (北卡羅萊納州拉瑟福縣)
吉爾基鎮區（英語：Gilkey Township）是位於美國北卡羅萊納州拉瑟福縣的一個鎮區。

## 地方資料
吉爾基鎮區的面積為49.98平方千米，皆為陸地。根據2020年美國人口普查的數據，當地共有人口2439人，而人口密度為每平方千米48.8人。